# HACS

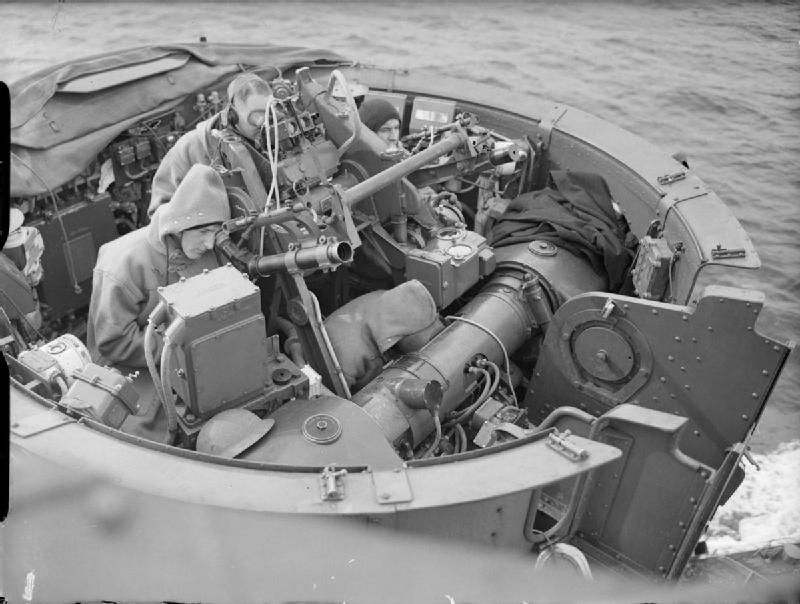
Feuerleit-Kontrollturm

Das High Angle Control System (HACS) war ein britisches Feuerleitsystem für die Flugabwehr, das ab 1931 von der Royal Navy eingesetzt und im Zweiten Weltkrieg häufig verwendet wurde. Das HACS wurde speziell zur Abwehr von Höhenbombern und zur Kontrolle des Flak-Feuers auf große Entfernung entwickelt.

## Vorgeschichte
Das HACS wurde erstmals in den 1920er Jahren vorgestellt und kam zunächst im Januar 1930 an Bord der Valiant als HACS I zum Einsatz. Das HACS Mk I verfügte noch über keine Stabilisierung oder Kraftunterstützung zum Drehen. Erst das HACS Mk III von 1935 besaß eine Stabilisierungsvorrichtung, einen hydraulischen Antrieb und eine wesentlich verbesserte Datenübertragung.
Darüber hinaus war das HACS Mk III mit einem analogen Computer ausgestattet, wodurch eine Erhöhung der maximalen Zielgeschwindigkeit auf 350 Knoten, eine kontinuierliche automatische Zündervorhersage, eine verbesserte Geometrie des Vorhaltrasters und der Einsatz eines Gyroskops zur Stabilisierung der empfangenen Daten möglich waren. Erste Tests mit dem neuen System begannen in den 1930er Jahren mit vielversprechenden Resultaten. Die Zeit zwischen erster Sichtung des Feindes bis zu ersten Messergebnissen betrug ca. 31 Sekunden. Die durchschnittliche Zeit bis zum eröffnen des Feuers betrug ca. 53 Sekunden mit einer Treffergenauigkeit von 16,1 %. Mit steigender Erfahrung der Geschützmannschaften konnte die Treffergenauigkeit immer weiter gesteigert werden. So betrug die Trefferquote bei 148 Schüssen auf Luftschleppscheiben abgefeuert von der Nelson 1930 auf 91 m 50,7 und auf 182 m 92,5 Prozent.

## Anwendung
Peilung und Flughöhe des Ziels wurden direkt mit dem UD4 Height Finder/Range Finder, einem Koinzidenzentfernungsmesser, ermittelt. Die Flugrichtung des Ziels wurde gemessen, indem das Fadennetz eines Fernglases auf den Flugzeugrumpf ausgerichtet wurde. Bei HACS Mk I bis Mk IV wurde die Geschwindigkeit des Ziels nicht direkt gemessen, sondern anhand des Flugzeugtyps zunächst geschätzt. Diese Daten wurden in dem im Feuerleit-Kontrollturm High Angle Director Tower (HADT) ermittelt und über Drehmelder an den unter Deck befindlichen Rechner weitergeleitet. Dieser wandelte die Daten dann in die entsprechende Zielpeilung und Elevation um. Ein Datendiagramm wurde auf Papier geplottet um die Genauigkeit der Berechnung beurteilen zu können. Die Daten wurden an den HADT zurückgesendet wo sie durch einen Motor angetrieben, die Prismen im Entfernungsmesser justierte. Wenn alle Messungen korrekt waren, erschien das Ziel im Visier unbeweglich. Wenn das Ziel eine sichtbare Bewegung zeigte, passte der UD4-Bediener die Entfernung und die Höhe an und aktualisierte dabei die generierte Abstandsgeschwindigkeit, wodurch eine Rückkopplungsschleife entstand, die eine Bestimmung der tatsächlichen Geschwindigkeit und Richtung des Ziels ermöglichte.

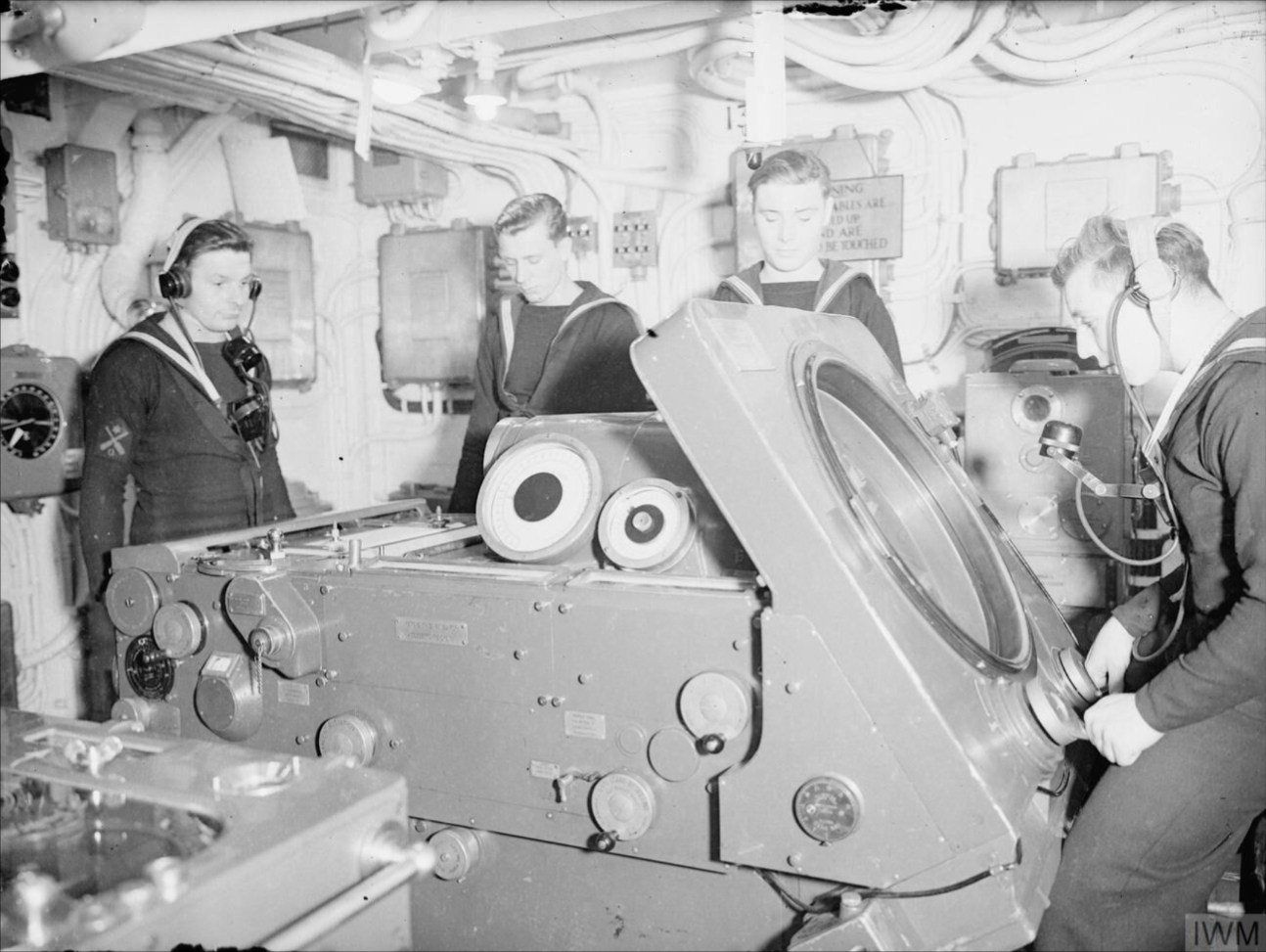
HACS Mk IV Control Table

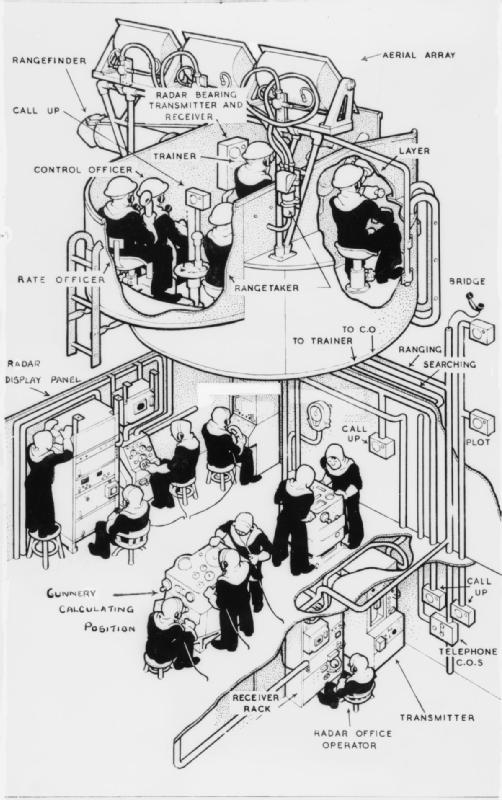

Da die Royal Navy diesen rein mechanischen Ansätzen misstraute, enthielt das HACT Rückmelde- und Korrekturmechanismen. Neben der Entfernung wurde auch der Blickwinkel über eine Rasterlinie im Visier des Kontrolloffiziers angezeigt, die über den Kontrolltisch gesteuert wurde. Der wichtigste Mechanismus zur Datenkorrektur war die Möglichkeit, Daten auf der Grundlage eines Diagramms zu wählen. Ein menschlicher Benutzer (range plot operator) konnte eine Datenreihe nach Augenmaß mitteln, indem er eine Linie durch die verstreuten Punkte eines Diagramms zog. Als Beispiel: Ein Bediener wurde damit beauftragt, den Logarithmus der beobachteten Höhe zu verfolgen. Anfänglich legte er die Zielhöhe auf der Grundlage der Angaben der Kontrolloffiziere fest, die vom Feuerleitrechner kamen. Sobald die Entfernungsmesserdaten eintrafen, verwendete er den Durchschnittswert oder befolgte die Anweisungen des range plot operators. Zusammen mit den Daten des Entfernungsmessers ergab die gewählte Höhe eine Reihe von Distanzen, die in den Computer eingegeben werden konnten. Diese so erzeugte Reichweite wurde zusammen mit der Entfernung aufgezeichnet. Selbst wenn ein systematischer Fehler vorlag, konnte man davon ausgehen, dass die generierte Entfernungsdarstellung parallel zur Abbildung der Entfernungsmesserdaten verlief, sodass der Bediener die Darstellung nutzen konnte, um mögliche Fehler in den Entfernungsmesserdaten zu erkennen.
Der HADT verfolgte auch die Genauigkeit der resultierenden Granateneinschläge und nutzte diese, um die Angaben der Zielgeschwindigkeit und -richtung zu korrigieren, wodurch eine weitere Rückkopplungsschleife von den Geschützen zum HADT und von dort zum HACP entstand, was wiederum die Genauigkeit der Feuerleitlösung erhöhte, wenn das Ziel einen geraden Kurs beibehielt. Bis 1938 wurde das HACS Mk IV in alle neu gebauten und umgebauten Schlachtschiffe mit Mehrzweck-Sekundärbewaffnung installiert.
Auch wenn das HACS-System im Laufe des Krieges kontinuierlich verbessert wurde insbesondere durch den Einbau von Radar sowie von Gyro Rate Units (GRU), bei denen es sich um Analogrechner und zugehörige Kreiselstabilisatoren handelte, verfügte man noch immer über keine Korrekturmöglichkeit der Windgeschwindigkeit, so dass der Kontrolloffizier ihre Angaben in Situationen, in denen die Windgeschwindigkeit über eine leichte Brise hinausging, ignorieren musste.
Auch die GRU errechneten nur Angaben für eine gerade Flugbahn konnte aber durch die Eingabe falscher Geschwindigkeits- und Richtungsangaben durch den Kontrolloffizier „überlistet“ werden, um kleine Steig- und Sinkwinkel zu kompensieren. Der Kontrolloffizier musste außerdem die GRUB-Bediener über jede beobachtete Änderung des Zielkurses informieren und sie darauf hinweisen, dass die Handradeinstellungen an der GRUB geändert werden mussten. Es liegt auf der Hand, dass die Fähigkeit des Kontrolloffiziers, solche Faktoren abzuschätzen, einen großen Einfluss darauf hatte, ob das Schiff die angreifenden Flugzeuge erfolgreich bekämpfen konnte.

## Feuerleitrechner
Die Feuerleitrechner Mk I-IV waren beinahe identisch, bis auf die Tatsache, dass alle bis auf Mk IV ausschließlich von Hand bedient wurden. Der Mark V unterschied sich nur durch die Position des Entfernungsmessers und sollte der Crew mehr Platz bieten.
Der Mark VI war eine völlige Neukonstruktion mit Typ 275 Radar. Diese Konstruktion ermöglichte es dem Radarbediener, ein neues Ziel zu verfolgen, während der Rechner das bereits anvisierte Ziel weiter verfolgte. Der Mark VI verfügte außerdem über begrenzte Blindfeuerfähigkeit.

## Fazit
Das HACS verfügte über mehrere innovative Funktionen, war aber auf die Eingabe von geschätzten Werten angewiesen. Diese Unzulänglichkeiten zeigten sich als die Zielgeschwindigkeiten stiegen und sich die Flugbahnen der Angriffe änderten. Das HACS war gut genug, um hochfliegende Bomber wie Ju 88 oder die Savoia-Marchetti SM.81 zu bekämpfen, aber es war nicht in der Lage, spezielle Anti-Schiffs-Formationen wie das Fliegerkorps X mit Ju 87  abzuwehren, die viele der Verluste verursachten. Außerdem hätte ein effektiveres Flak-System der Folgeangriffe verhindert, anstatt wiederholte Angriffe am selben Tag zuzulassen, wie sie im Mittelmeer und bei den Verlusten der Prince of Wales und der Repulse zu beobachten waren. Insgesamt war das HACS nur halb so leistungsfähig wie das Mk 37 Feuerleitsystem der US-Navy, kostete, mehr und verbrauchte mehr Munition.